# Grass Valley (Oregón)
Grass Valley es una ciudad ubicada en el condado de Sherman en el estado estadounidense de Oregón. En el año 2000 tenía una población de 171 habitantes y una densidad poblacional de 124.6 personas por km².

## Geografía
Grass Valley se encuentra ubicada en las coordenadas 45°21′33″N 120°47′8″O / 45.35917, -120.78556.

## Demografía
Según la Oficina del Censo en 2000 los ingresos medios por hogar en la localidad eran de $25,417 y los ingresos medios por familia eran $31,250. Los hombres tenían unos ingresos medios de $41,250 frente a los $30,417 para las mujeres. La renta per cápita para la localidad era de $13,843. Alrededor del 13.6% de la población estaban por debajo del umbral de pobreza.